# Ida Bauer (Schauspielerin)

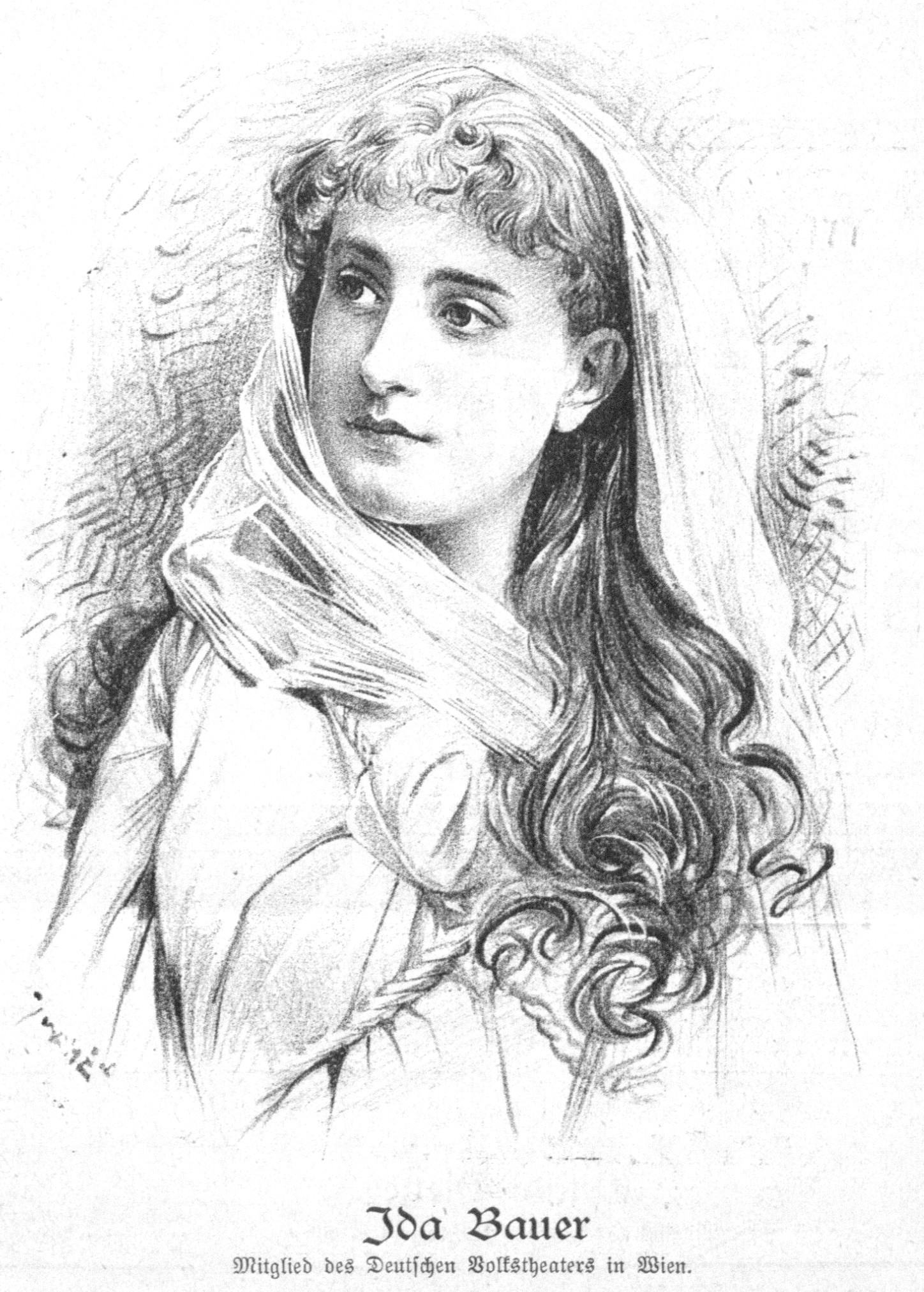
Ida Bauer im Jahre 1893

Ida Bauer, verehelichte Sturm (* 24. März 1871 oder 1873 in Großkikinda, Königreich Ungarn; † 4. Juni 1954 in Hamburg-Altona) war eine österreichisch-deutsche Theaterschauspielerin.

## Leben
Bauer, eine Beamtentochter, betrat noch nicht 15 Jahre alt, ohne je Unterricht erhalten zu haben, in Marburg an der Drau als „Preciosa“ zum ersten Mal die Bühne. Sie kam dann nach Hermannstadt (1888), nach Linz (1889), nach Graz (1890), ans Berliner Theater (1891) und 1893 ans Deutsche Volkstheater in Wien. Man anerkannte in Wien, wo sie sechs Jahre wirkte, ihre Begabung, die sie in vielen Leistungen im Rollenfach der sentimentalen Liebhaberinnen erwies. 1898 wurde sie vom Altonaer Theater engagiert. Dort war sie erfolgreich in Shakespeare-Rollen und wirkte dort, mit einer mehrjährigen Unterbrechung am Hoftheater Hannover, in tragenden Rollen bis 1916.